# Angorumoa: Genkō Kassen-ki
Angorumoa: Genkō Kassen-ki (アンゴルモア 元寇合戦記?) es un manga escrito e ilustrado por Nanahiko Takagi. Una serie de anime para televisión producida por el estudio NAZ se estrena el 11 de julio de 2018.

## Argumento
La historia sigue las aventuras de un grupo de samurai que defienden a Japón de la invasión mongol en el año 1274. Los samurai son exiliados a Tsushima por el shogunato de Kamakura, en Tsushima son informados de que el ejército de Mongolia se dirige hacia territorio japonés y son asignados a pelear en el frente.

## Personajes
Kuchii Jinzaburō (朽井迅三郎?)
Voz por: Yūki Ono
Un joven samurai que es exiliado a Tsushima. Posee una técnica de pelea llamada Gekei.
Teruhi (輝日姫?)
Voz por: Lynn
La princesa Teruhi es la hija de Sō Sukekuni lídel del clan Sō.
Shiraishi Kazuhisa (白石和久?)
Voz por: Kenji Nomura
Uno de los exiliados.
Onitakemaru (鬼剛丸?)
Voz por: Rikiya Koyama
Un hombre corpulento con dientes afilados, se dedicó a la piratería y es uno de los prisioneros que venían de Hakozaki.
Chō Minpuku (張明福?)
Voz por: Shirō Saitō
Un hombre pequeño, se dedicaba a la venta de bienes y asegura ser un hombre rico.
Kaitani Gontarō (貝谷権太郎?)
Voz por: Volcano Ōta
Un soldado encargado de proteger a la princesa Teruhi.
Kano (鹿乃?)
Voz por: Mikako Komatsu
La asistente de la princesa Teruhi.

## Manga
El manga es escrito e ilustrado por Nanahiko Takagi, fue estrenado en febrero de 2013 en la revista Samurai Ace de la editorial Kadokawa. Desde julio de 2014 el manga es publicado en la revista ComicWalker de la misma editorial, hasta marzo de 2018 hay en total 9 volúmenes.

### Lista de volúmenes
| N.º | Título       | Fecha de lanzamiento    | ISBN original          |
| --- | ------------ | ----------------------- | ---------------------- |
| 1   | «Volumen 1»  | 10 de febrero de 2015   | ISBN 978-4-04-102783-7 |
| 2   | «Volumen 2»  | 10 de marzo de 2015     | ISBN 978-4-04-102784-4 |
| 3   | «Volumen 3»  | 26 de junio de 2015     | ISBN 978-4-04-103398-2 |
| 4   | «Volumen 4»  | 26 de noviembre de 2015 | ISBN 978-4-04-103399-9 |
| 5   | «Volumen 5»  | 26 de febrero de 2016   | ISBN 978-4-04-103936-6 |
| 6   | «Volumen 6»  | 26 de agosto de 2016    | ISBN 978-4-04-104407-0 |
| 7   | «Volumen 7»  | 10 de marzo de 2017     | ISBN 978-4-04-104409-4 |
| 8   | «Volumen 8»  | 26 de agosto de 2017    | ISBN 978-4-04-104410-0 |
| 9   | «Volumen 9»  | 26 de marzo de 2018     | ISBN 978-4-04-106558-7 |
| 10  | «Volumen 10» | 25 de agosto de 2018    | ISBN 978-4-04-106559-4 |

## Anime
La editorial Kadokawa anunció una adaptación del manga en el Anime Expo en julio de 2017. Fue estrenada el 11 de julio de 2018 en las cadenas Sun TV, Tokyo MX, KBS Kyoto y TV Aichi. La serie de anime para televisión es dirigida por Takayuki Kuriyama y escrita por Shogo Yasukawa, producida por el estudio NAZ. Masayori Komine es el encargado del diseño de personajes y director de animación. El tema de apertura es Braver de Straightener y el tema de cierre es Upside down de SHE'S.

### Lista de episodios
| #  | Título                                                            | Estreno                  |
| -- | ----------------------------------------------------------------- | ------------------------ |
| 1  | «El extremo de Japón» «Sotto no Saihate» (率土の最果て)           | 11 de julio de 2018      |
| 2  | «El dios de la guerra de Sasu» «Sasu no Ikusagami» (佐須の戦神)   | 18 de julio de 2018      |
| 3  | «El momento de atacar» «Seme-Ji» (攻め時)                         | 25 de julio de 2018      |
| 4  | «A kokufu» «Kokufu e» (国府へ)                                    | 1 de agosto de 2018      |
| 5  | «Determinación» «Kakugo» (覚悟)                                   | 8 de agosto de 2018      |
| 6  | «El destino de esta muerte» «Konoshi no Yukusue» (この死の行く末) | 15 de agosto de 2018     |
| 7  | «Kanatanoki» «Kaneda Jō» (金田城)                                 | 22 de agosto de 2018     |
| 8  | «Un corte traicionero» «Haishin no Hitotachi» (背信の一太刀)      | 22 de agosto de 2018     |
| 9  | «La batalla por el castillo» «Yamashiro no Kōbō» (山城の攻防)     | 5 de septiembre de 2018  |
| 10 | «Mal presagio» «Yōchō» (凶兆)                                     | 12 de septiembre de 2018 |
| 11 | «Los soles de Tsushima» «Tsushima no Tendō» (対馬の天道)          | 19 de septiembre de 2018 |
| 12 | «Defender con todas tus fuerzas» «Isshokenmei» (一所懸命)         | 26 de septiembre de 2018 |